# Ca n'Estebanell
Ca n'Estebanell era un edifici d'Aiguafreda (Osona) que forma part de l'Inventari del Patrimoni Arquitectònic de Catalunya i que ha estat enderrocat.

## Descripció
Era una casa unifamiliar amb una mitgera, de planta baixa i un pis i composició simètrica. Tenia emmarcament pla a les finestres i les portes i estava rematada per un capcer de perfil sinuós a la façana principal i al mur lateral. El capcer de la façana principal anava per damunt d'una cornisa. Les reixes de les finestres eren decorades. Damunt la teulada a doble vessant hi havia dues xemeneies decorades amb ceràmica de quadrets blancs i blaus. La casa apareixia envoltada d'un reixat de ferro forjat decorat amb motius florals i interromput per pilastres decorades amb ceràmica i encapçalades per florons de forma circular.